# Mini (automobile)
Pour les articles homonymes, voir Mini.

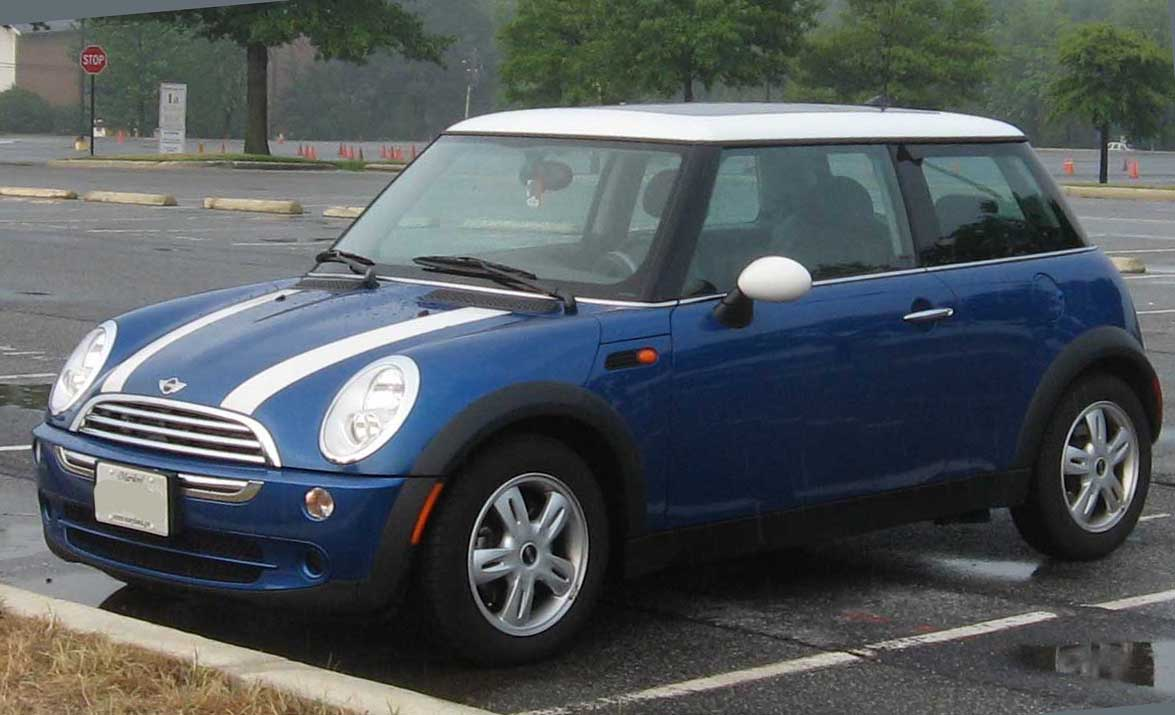
Mini Cooper R50 (États-Unis), seconde génération de la Mini et 1er modèle de l'ère BMW.

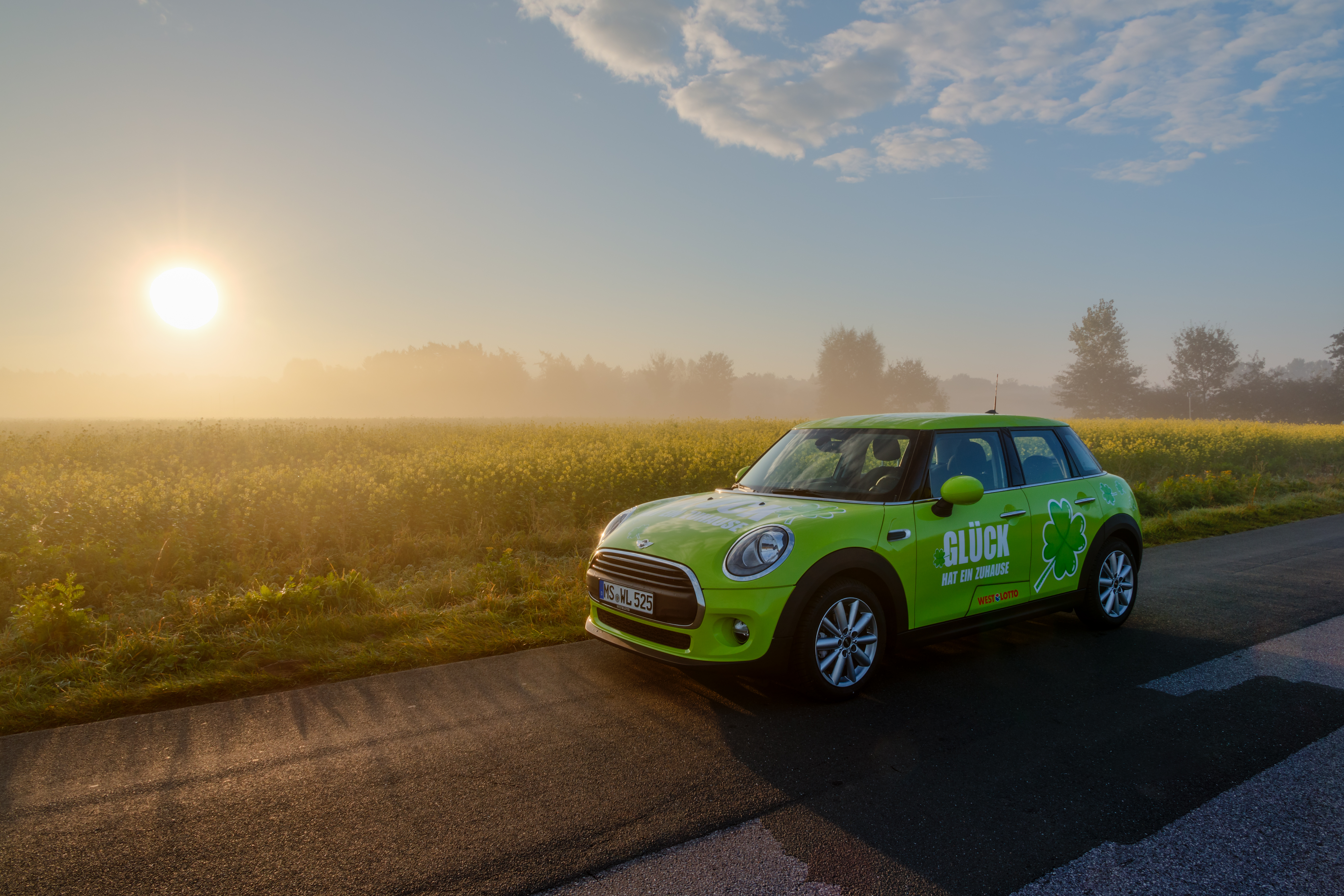
Une Mini 5 portes à Dülmen en Allemagne.

Mini est un constructeur automobile britannique fondé à Oxford en 1969 par British Leyland, et en même temps un modèle d'automobile créé en 1959 par l'ingénieur Alec Issigonis.
Le constructeur fait partie du groupe allemand BMW depuis 2000 avec Rolls-Royce.
Son siège social se situe à Munich en Allemagne.
Sous la nouvelle direction, la marque a d'abord commercialisé pendant quelques années la Mini originale, avant de lancer en 2001 la seconde génération quand BMW a choisi d'écrire le nom de la marque en capitales, MINI, pour différencier la marque de l'ancien modèle. Le constructeur va ensuite étendre sa gamme en conservant la ligne caractéristique de la Mini d'origine avec les Countryman, Clubman et Paceman.
En septembre 2023, le constructeur a annoncé, depuis le salon de Munich, que l'usine historique d'Oxford ne produirait plus que des modèles électriques à partir de 2030. Sans dire si cela concernerait toute la gamme de véhicules (puisqu'il y a d'autres usines en Allemagne et en Chine).

## Historique
En 1994, BMW prend le contrôle de Rover Cars, propriétaire de Mini. Le constructeur allemand a insisté sur le fait que même un modèle compact doit présenter des caractéristiques traditionnelles (comme l’entraînement des roues arrière) pour respecter les normes et l’image de l’entreprise. Mais l'ancienne Mini ne partageait pas ces normes et BMW a vu l'opportunité de créer une voiture compacte à prix compétitif, mais de qualité supérieure.

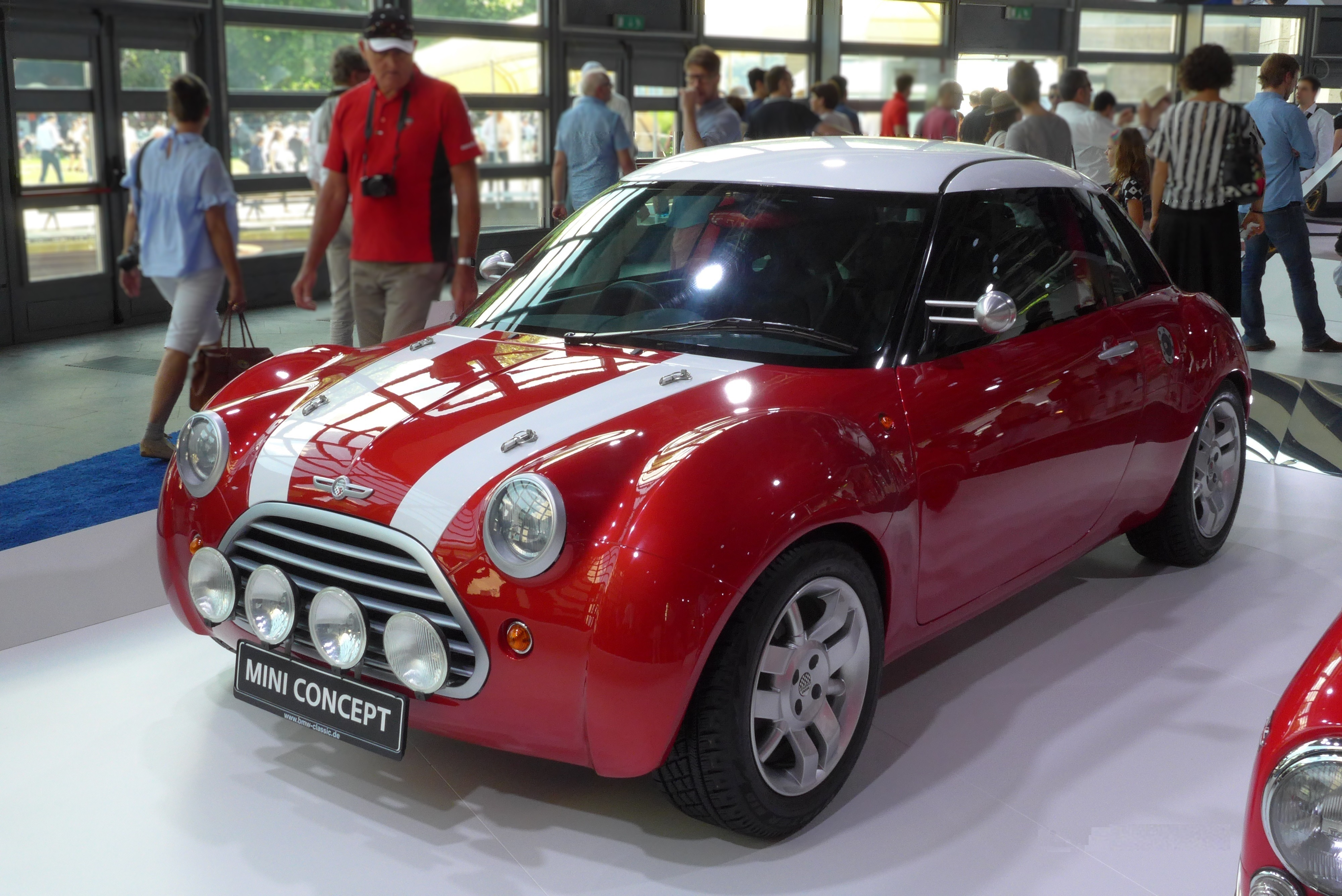
Concept Mini ACV30 de 1997.

Le concept ACV30 présenté en janvier 1997 lors du Rallye automobile Monte-Carlo célèbre les 30 ans de la première victoire d'une Mini Cooper. Cet Anniversary Concept Vehicle est l'initiateur de la Mini de seconde génération. Il se présente sous la forme d'un coupé rouge au toit blanc et bandes blanches sur le capot avec les montants noirs laqués, sans pare-chocs, mais avec 4 projecteurs additionnels, le tout avec des ailes hypertrophiées. Dessiné comme une stricte 2 places par Adrian van Hooydonk et Frank Stephenson, il est basé sur le cabriolet MG F et possède ainsi un moteur central et des roues arrière motrices. L'ensemble fait aujourd'hui penser au nouveau coupé Mini de 2009.
En mars 1997, au salon de Genève, la future marque dévoile les concepts Spiritual et Spiritual Twoo, deux études quasi mono-volumes et minimalistes en 3 et 5 portes avec les dimensions et le poids d'origine (700 kg). Elles sont motorisées par un 3-cylindres de 800 cm3 d'environ 65 ch, mais le projet ne plût pas au nouvel acquéreur munichois BMW. Leur présentation coïncide avec la création officielle du projet Mini car BMW voulait une citadine compacte sportive.
À la suite de la vente de Rover Cars en 2000, la propriété de la marque Mini et les droits de production du nouveau modèle sont transférés au groupe BMW qui a décidé de les conserver. Le groupe allemand conserve également l'usine d'Oxford pour la fabrication du nouveau modèle qui est sorti l'année suivante.
Le 7 septembre 2000, le groupe allemand nomme Trevor Houghton-Berry, ancien directeur des ventes de Rover, à la tête de la marque.
Le dessin définitif de la carrosserie est choisi parmi 15 maquettes grandeur nature, parmi lesquelles cinq provenaient de BMW en Allemagne, cinq autres du centre de design BMW établi en Californie, quatre de Rover, et une dernière d'un studio de design italien. C'est finalement le dessin de Frank Stephenson du bureau de style californien qui est choisi, et par la suite, il faut attendre le Mondial de l'Automobile de Paris en septembre 2000 pour que soit dévoilée la Mini Cooper Concept avec ses formes définitives, dans une livrée rouge à toit blanc. Le designer américain Frank Stephenson voulait que la première impression lorsqu'on s'approche de la voiture, soit que l'on se dise que cela ne peut seulement être qu'une Mini.
La nouvelle Mini est commercialisée en juillet 2001 et devient immédiatement un succès.
En septembre 2001 au salon de Francfort, Mini présenta une Mini Hydrogen Concept grise à toit bleu, qui n'entra jamais en production.
Le 13 février 2007, le groupe BMW rachète John Cooper Works, fabricant de kits de tuning et d'accessoires pour la ligne des véhicules Mini et l'intègre dans la marque.
En 2013, la gamme Mini comporte sept modèles ou carrosseries différentes :
- berline Mini III 3 portes ;
- berline Mini cabriolet ;
- Clubman (break) ;
- Countryman (4×4) ;
- Paceman (version coupé du Countryman) ;
- coupé 2 places ;
- roadster.

L'entreprise a fêté la même année le 500 000e exemplaire vendu aux États-Unis où la marque est présente depuis 2002.
Le 14 mars 2013, le groupe BMW nomme l'ancien patron d'Audi Peter Schwarzenbauer (de) à la tête de Mini.
Une nouvelle série de Mini est lancée en 2014 (Mini 3 et 5 portes). En 2016, la nouvelle Clubman est conçue dans le même style tout en étant plus longue que celle de 2013. Le new cabrio est aussi lancé en 2016. Un nouveau Countryman est lancé en 2017 ainsi que le service personnalisation Mini Yours Customised en décembre.
Le 1er avril 2019, Le groupe BMW nomme Bernd Körber à la tête de Mini et remplace Peter Schwarzenbauer.
Le 1er février 2022, Bernd Körber devient responsable de la gestion de la production et de l'entreprise connectée du groupe BMW et est remplacé par l'allemande Stefanie Wurst à la direction de la marque Mini.

### Chiffres de vente
| Année | Ventes mondiales du constructeur Mini | Ventes mondiales du constructeur Mini | Ventes mondiales du constructeur Mini | Ventes mondiales du constructeur Mini | Ventes mondiales du constructeur Mini | Ventes mondiales du constructeur Mini | Ventes mondiales du constructeur Mini | Ventes mondiales du constructeur Mini | Ventes mondiales du constructeur Mini | Ventes mondiales du constructeur Mini | Ventes mondiales du constructeur Mini | Ventes mondiales du constructeur Mini | Ventes mondiales du constructeur Mini | Ventes mondiales du constructeur Mini | Ventes mondiales du constructeur Mini | Ventes mondiales du constructeur Mini | Ventes mondiales du constructeur Mini | Ventes mondiales du constructeur Mini | Ventes mondiales du constructeur Mini | Ventes mondiales du constructeur Mini | Ventes mondiales du constructeur Mini | Ventes mondiales du constructeur Mini | Ventes mondiales du constructeur Mini | Ventes mondiales du constructeur Mini | Ventes mondiales du constructeur Mini | Ventes mondiales du constructeur Mini | Ventes mondiales du constructeur Mini | Ventes mondiales du constructeur Mini | Ventes mondiales du constructeur Mini | Ventes mondiales du constructeur Mini | Ventes mondiales du constructeur Mini | Ventes mondiales du constructeur Mini | Ventes mondiales du constructeur Mini | Ventes mondiales du constructeur Mini | Ventes mondiales du constructeur Mini | Ventes mondiales du constructeur Mini | Ventes mondiales du constructeur Mini | Ventes mondiales du constructeur Mini | Ventes mondiales du constructeur Mini | Ventes mondiales du constructeur Mini | Ventes mondiales du constructeur Mini | Ventes mondiales du constructeur Mini | Ventes mondiales du constructeur Mini | Ventes mondiales du constructeur Mini | Ventes mondiales du constructeur Mini | Ventes mondiales du constructeur Mini | Ventes mondiales du constructeur Mini | Ventes mondiales du constructeur Mini | Ventes mondiales du constructeur Mini | Ventes mondiales du constructeur Mini | Ventes mondiales du constructeur Mini |
| ----- | ------------------------------------- | ------------------------------------- | ------------------------------------- | ------------------------------------- | ------------------------------------- | ------------------------------------- | ------------------------------------- | ------------------------------------- | ------------------------------------- | ------------------------------------- | ------------------------------------- | ------------------------------------- | ------------------------------------- | ------------------------------------- | ------------------------------------- | ------------------------------------- | ------------------------------------- | ------------------------------------- | ------------------------------------- | ------------------------------------- | ------------------------------------- | ------------------------------------- | ------------------------------------- | ------------------------------------- | ------------------------------------- | ------------------------------------- | ------------------------------------- | ------------------------------------- | ------------------------------------- | ------------------------------------- | ------------------------------------- | ------------------------------------- | ------------------------------------- | ------------------------------------- | ------------------------------------- | ------------------------------------- | ------------------------------------- | ------------------------------------- | ------------------------------------- | ------------------------------------- | ------------------------------------- | ------------------------------------- | ------------------------------------- | ------------------------------------- | ------------------------------------- | ------------------------------------- | ------------------------------------- | ------------------------------------- | ------------------------------------- | ------------------------------------- | ------------------------------------- |
| Année |                                       |                                       |                                       |                                       |                                       |                                       |                                       |                                       |                                       |                                       | 100 000                               |                                       |                                       |                                       |                                       |                                       |                                       |                                       |                                       |                                       | 200 000                               |                                       |                                       |                                       |                                       |                                       |                                       |                                       |                                       |                                       | 300 000                               |                                       |                                       |                                       |                                       |                                       |                                       |                                       |                                       |                                       | 400 000                               |                                       |                                       |                                       |                                       |                                       |                                       |                                       |                                       |                                       | 500 000                               |
| 2011  | 285 060                               | 285 060                               | 285 060                               | 285 060                               | 285 060                               | 285 060                               | 285 060                               | 285 060                               | 285 060                               | 285 060                               | 285 060                               | 285 060                               | 285 060                               | 285 060                               | 285 060                               | 285 060                               | 285 060                               | 285 060                               | 285 060                               | 285 060                               | 285 060                               | 285 060                               | 285 060                               | 285 060                               | 285 060                               | 285 060                               | 285 060                               | 285 060                               | 285 060                               |                                       |                                       |                                       |                                       |                                       |                                       |                                       |                                       |                                       |                                       |                                       |                                       |                                       |                                       |                                       |                                       |                                       |                                       |                                       |                                       |                                       |                                       |
| 2012  | 301 526                               | 301 526                               | 301 526                               | 301 526                               | 301 526                               | 301 526                               | 301 526                               | 301 526                               | 301 526                               | 301 526                               | 301 526                               | 301 526                               | 301 526                               | 301 526                               | 301 526                               | 301 526                               | 301 526                               | 301 526                               | 301 526                               | 301 526                               | 301 526                               | 301 526                               | 301 526                               | 301 526                               | 301 526                               | 301 526                               | 301 526                               | 301 526                               | 301 526                               | 301 526                               | 301 526                               |                                       |                                       |                                       |                                       |                                       |                                       |                                       |                                       |                                       |                                       |                                       |                                       |                                       |                                       |                                       |                                       |                                       |                                       |                                       |                                       |
| 2013  | 305 030                               | 305 030                               | 305 030                               | 305 030                               | 305 030                               | 305 030                               | 305 030                               | 305 030                               | 305 030                               | 305 030                               | 305 030                               | 305 030                               | 305 030                               | 305 030                               | 305 030                               | 305 030                               | 305 030                               | 305 030                               | 305 030                               | 305 030                               | 305 030                               | 305 030                               | 305 030                               | 305 030                               | 305 030                               | 305 030                               | 305 030                               | 305 030                               | 305 030                               | 305 030                               | 305 030                               |                                       |                                       |                                       |                                       |                                       |                                       |                                       |                                       |                                       |                                       |                                       |                                       |                                       |                                       |                                       |                                       |                                       |                                       |                                       |                                       |
| 2014  | 302 183                               | 302 183                               | 302 183                               | 302 183                               | 302 183                               | 302 183                               | 302 183                               | 302 183                               | 302 183                               | 302 183                               | 302 183                               | 302 183                               | 302 183                               | 302 183                               | 302 183                               | 302 183                               | 302 183                               | 302 183                               | 302 183                               | 302 183                               | 302 183                               | 302 183                               | 302 183                               | 302 183                               | 302 183                               | 302 183                               | 302 183                               | 302 183                               | 302 183                               | 302 183                               | 302 183                               |                                       |                                       |                                       |                                       |                                       |                                       |                                       |                                       |                                       |                                       |                                       |                                       |                                       |                                       |                                       |                                       |                                       |                                       |                                       |                                       |
| 2015  | 338 466                               | 338 466                               | 338 466                               | 338 466                               | 338 466                               | 338 466                               | 338 466                               | 338 466                               | 338 466                               | 338 466                               | 338 466                               | 338 466                               | 338 466                               | 338 466                               | 338 466                               | 338 466                               | 338 466                               | 338 466                               | 338 466                               | 338 466                               | 338 466                               | 338 466                               | 338 466                               | 338 466                               | 338 466                               | 338 466                               | 338 466                               | 338 466                               | 338 466                               | 338 466                               | 338 466                               | 338 466                               | 338 466                               | 338 466                               |                                       |                                       |                                       |                                       |                                       |                                       |                                       |                                       |                                       |                                       |                                       |                                       |                                       |                                       |                                       |                                       |                                       |
| 2016  | 360 233                               | 360 233                               | 360 233                               | 360 233                               | 360 233                               | 360 233                               | 360 233                               | 360 233                               | 360 233                               | 360 233                               | 360 233                               | 360 233                               | 360 233                               | 360 233                               | 360 233                               | 360 233                               | 360 233                               | 360 233                               | 360 233                               | 360 233                               | 360 233                               | 360 233                               | 360 233                               | 360 233                               | 360 233                               | 360 233                               | 360 233                               | 360 233                               | 360 233                               | 360 233                               | 360 233                               | 360 233                               | 360 233                               | 360 233                               | 360 233                               | 360 233                               | 360 233                               |                                       |                                       |                                       |                                       |                                       |                                       |                                       |                                       |                                       |                                       |                                       |                                       |                                       |                                       |
| 2017  | 371 881                               | 371 881                               | 371 881                               | 371 881                               | 371 881                               | 371 881                               | 371 881                               | 371 881                               | 371 881                               | 371 881                               | 371 881                               | 371 881                               | 371 881                               | 371 881                               | 371 881                               | 371 881                               | 371 881                               | 371 881                               | 371 881                               | 371 881                               | 371 881                               | 371 881                               | 371 881                               | 371 881                               | 371 881                               | 371 881                               | 371 881                               | 371 881                               | 371 881                               | 371 881                               | 371 881                               | 371 881                               | 371 881                               | 371 881                               | 371 881                               | 371 881                               | 371 881                               | 371 881                               |                                       |                                       |                                       |                                       |                                       |                                       |                                       |                                       |                                       |                                       |                                       |                                       |                                       |
| 2018  | 361 531                               | 361 531                               | 361 531                               | 361 531                               | 361 531                               | 361 531                               | 361 531                               | 361 531                               | 361 531                               | 361 531                               | 361 531                               | 361 531                               | 361 531                               | 361 531                               | 361 531                               | 361 531                               | 361 531                               | 361 531                               | 361 531                               | 361 531                               | 361 531                               | 361 531                               | 361 531                               | 361 531                               | 361 531                               | 361 531                               | 361 531                               | 361 531                               | 361 531                               | 361 531                               | 361 531                               | 361 531                               | 361 531                               | 361 531                               | 361 531                               | 361 531                               | 361 531                               |                                       |                                       |                                       |                                       |                                       |                                       |                                       |                                       |                                       |                                       |                                       |                                       |                                       |                                       |
| 2019  | 346 639                               | 346 639                               | 346 639                               | 346 639                               | 346 639                               | 346 639                               | 346 639                               | 346 639                               | 346 639                               | 346 639                               | 346 639                               | 346 639                               | 346 639                               | 346 639                               | 346 639                               | 346 639                               | 346 639                               | 346 639                               | 346 639                               | 346 639                               | 346 639                               | 346 639                               | 346 639                               | 346 639                               | 346 639                               | 346 639                               | 346 639                               | 346 639                               | 346 639                               | 346 639                               | 346 639                               | 346 639                               | 346 639                               | 346 639                               | 346 639                               |                                       |                                       |                                       |                                       |                                       |                                       |                                       |                                       |                                       |                                       |                                       |                                       |                                       |                                       |                                       |                                       |
| 2020  | 292 394                               | 292 394                               | 292 394                               | 292 394                               | 292 394                               | 292 394                               | 292 394                               | 292 394                               | 292 394                               | 292 394                               | 292 394                               | 292 394                               | 292 394                               | 292 394                               | 292 394                               | 292 394                               | 292 394                               | 292 394                               | 292 394                               | 292 394                               | 292 394                               | 292 394                               | 292 394                               | 292 394                               | 292 394                               | 292 394                               | 292 394                               | 292 394                               | 292 394                               | 292 394                               |                                       |                                       |                                       |                                       |                                       |                                       |                                       |                                       |                                       |                                       |                                       |                                       |                                       |                                       |                                       |                                       |                                       |                                       |                                       |                                       |                                       |
| 2021  | 302 144                               | 302 144                               | 302 144                               | 302 144                               | 302 144                               | 302 144                               | 302 144                               | 302 144                               | 302 144                               | 302 144                               | 302 144                               | 302 144                               | 302 144                               | 302 144                               | 302 144                               | 302 144                               | 302 144                               | 302 144                               | 302 144                               | 302 144                               | 302 144                               | 302 144                               | 302 144                               | 302 144                               | 302 144                               | 302 144                               | 302 144                               | 302 144                               | 302 144                               | 302 144                               | 302 144                               |                                       |                                       |                                       |                                       |                                       |                                       |                                       |                                       |                                       |                                       |                                       |                                       |                                       |                                       |                                       |                                       |                                       |                                       |                                       |                                       |
| 2022  | 292 923                               | 292 923                               | 292 923                               | 292 923                               | 292 923                               | 292 923                               | 292 923                               | 292 923                               | 292 923                               | 292 923                               | 292 923                               | 292 923                               | 292 923                               | 292 923                               | 292 923                               | 292 923                               | 292 923                               | 292 923                               | 292 923                               | 292 923                               | 292 923                               | 292 923                               | 292 923                               | 292 923                               | 292 923                               | 292 923                               | 292 923                               | 292 923                               | 292 923                               | 292 923                               |                                       |                                       |                                       |                                       |                                       |                                       |                                       |                                       |                                       |                                       |                                       |                                       |                                       |                                       |                                       |                                       |                                       |                                       |                                       |                                       |                                       |
| 2023  | 295 474                               | 295 474                               | 295 474                               | 295 474                               | 295 474                               | 295 474                               | 295 474                               | 295 474                               | 295 474                               | 295 474                               | 295 474                               | 295 474                               | 295 474                               | 295 474                               | 295 474                               | 295 474                               | 295 474                               | 295 474                               | 295 474                               | 295 474                               | 295 474                               | 295 474                               | 295 474                               | 295 474                               | 295 474                               | 295 474                               | 295 474                               | 295 474                               | 295 474                               | 295 474                               |                                       |                                       |                                       |                                       |                                       |                                       |                                       |                                       |                                       |                                       |                                       |                                       |                                       |                                       |                                       |                                       |                                       |                                       |                                       |                                       |                                       |

## Sites de production

### Angleterre
- Hams Hall (en), North Warwickshire : motorisations Mini

- Cowley, Oxfordshire : Mini II, Mini III, Mini IV, Mini V thermique, Mini Coupé, Mini Cabrio, Mini Roadster, Mini Clubman.

- Swindon, Wiltshire : carrosseries Mini

### Allemagne
- Leipzig, Saxe (BMW) : Mini Countryman III

### Autriche
- Graz, Sytrie (Magna Steyr) : Mini Paceman, Mini Countryman I

### Chine
- Zhangjiagang, Jiangsu (Spotlight Automotive (en))[31] : Mini Aceman, Mini V électrique

### Pays-bas
- Born, Limbourg (VDL NedCar) : Mini IV, Mini Cabrio, Mini Countryman II

### Thaïlande
- Rayong (BMW) [32] : Mini Countryman II

## Concept cars

### Mini Scooter E Concept (2010)
Mini a présenté trois déclinaisons de son Scooter E Concept lors du Mondial de l'automobile de Paris en 2010.
Mélangeant les lignes rétro et les rappels des codes stylistiques de la marque (ainsi que leurs possibilités de personnalisation), cette étude a pour objectif selon les dires de la marque, de proposer « la joie d'une mobilité sans émission de CO2 ».
Équipé dans sa roue arrière d'un moteur électrique d'une puissance équivalente à un 50 cm3, il est alimenté par une batterie Lithium-ion et se recharge sur une prise électrique standard avec son câble intégré qui s'enroule automatiquement à la façon d'un aspirateur. Pas de clé de contact, mais un iPhone permettant d'accéder au service Mini Connected.
Sur le stand, le scooter était présenté en jaune typé sport pour une conduite en solo, en vert avec des finitions haut-de-gamme, et en blanc plus typé confort pour une conduite en duo.

### Mini Rocketman Concept (2011)
Dévoilé en Suisse au salon international de l'automobile de Genève 2011, ce concept car préfigure la nouvelle Mini avec ses dimensions réduites (seulement 3,42 m) et son architecture intérieure 3+1 sièges, qui la mettraient en concurrence avec des véhicules tels que l'iQ du constructeur japonais Toyota et la Fortwo de Smart.
L'intérieur de ce concept car est à la fois minimaliste et high tech, avec ses sièges individuels en alcantara de couleur crème (en cuir gris perforé au niveau des épaules) et son aménagement carbone omniprésent. La luminosité dans l'habitacle est assurée par un toit vitré en forme d'étoile (le jour) et par un éclairage d'ambiance variant du bleu au jaune ou au rouge (la nuit).
BMW n'indique pas les motorisations, se contentant d'annoncer un moteur thermique consommant moins de 3l/100.
Les complexes systèmes d'ouverture des portes et du coffre typiques d'une étude de salon, ainsi que les excroissances formées par les feux arrière en forme de poignées, ne devraient pas se retrouver sur le modèle de série qui pourrait être commercialisé vers 2014.
La mise en production de cette Mini compacte reste incertaine en ce sens qu'elle impliquerait la mise en chantier d'une nouvelle plate-forme. Or, en janvier 2012, un porte-parole du groupe bavarois annonce dans le magazine Automotive News Europe : « elle devrait être basée sur une plate-forme distincte, qui n'est pas à notre portée actuellement ». La maison mère redoute également des marges trop basses sur un marché de la mini citadine qui n'a pas le vent en poupe. La question de son éventuelle commercialisation reste donc en suspens, mais les photos espions dévoilées par la presse spécialisée au début 2012, montrant le prototype d'une nouvelle Mini IV nettement plus grande (pour cause de plateforme commune avec la remplaçante de la BMW série 1), permettent de supposer que le projet ira à son terme.
Le 12 juillet 2019, le groupe bavarois annonce que ce projet va finalement aboutir, car la Mini Rocketman entrera en production en 2021. La Rocketman sera assemblée en Chine, dans la province du Jiangsu.

### Mini (2016)

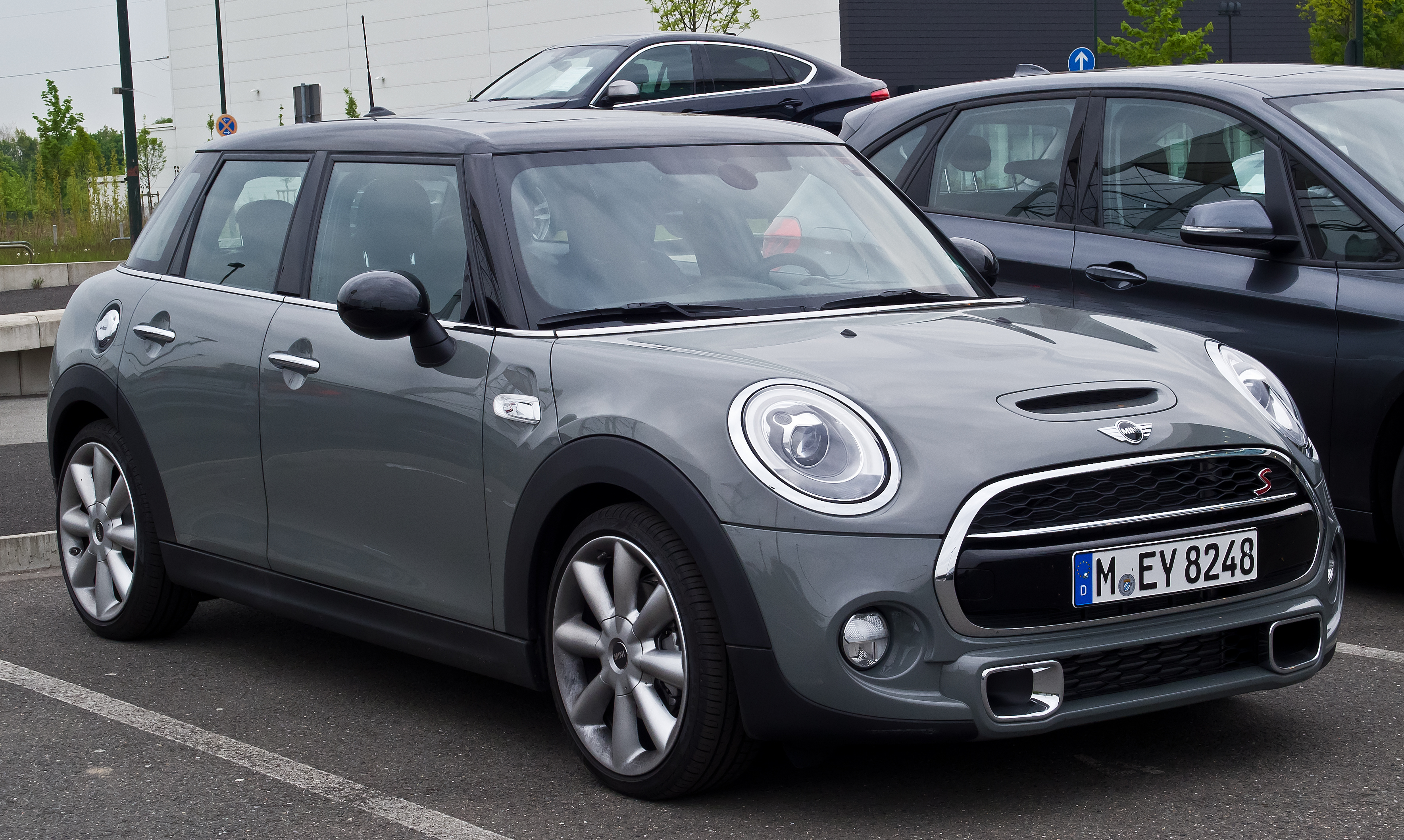
Mini 5 portes (avant)
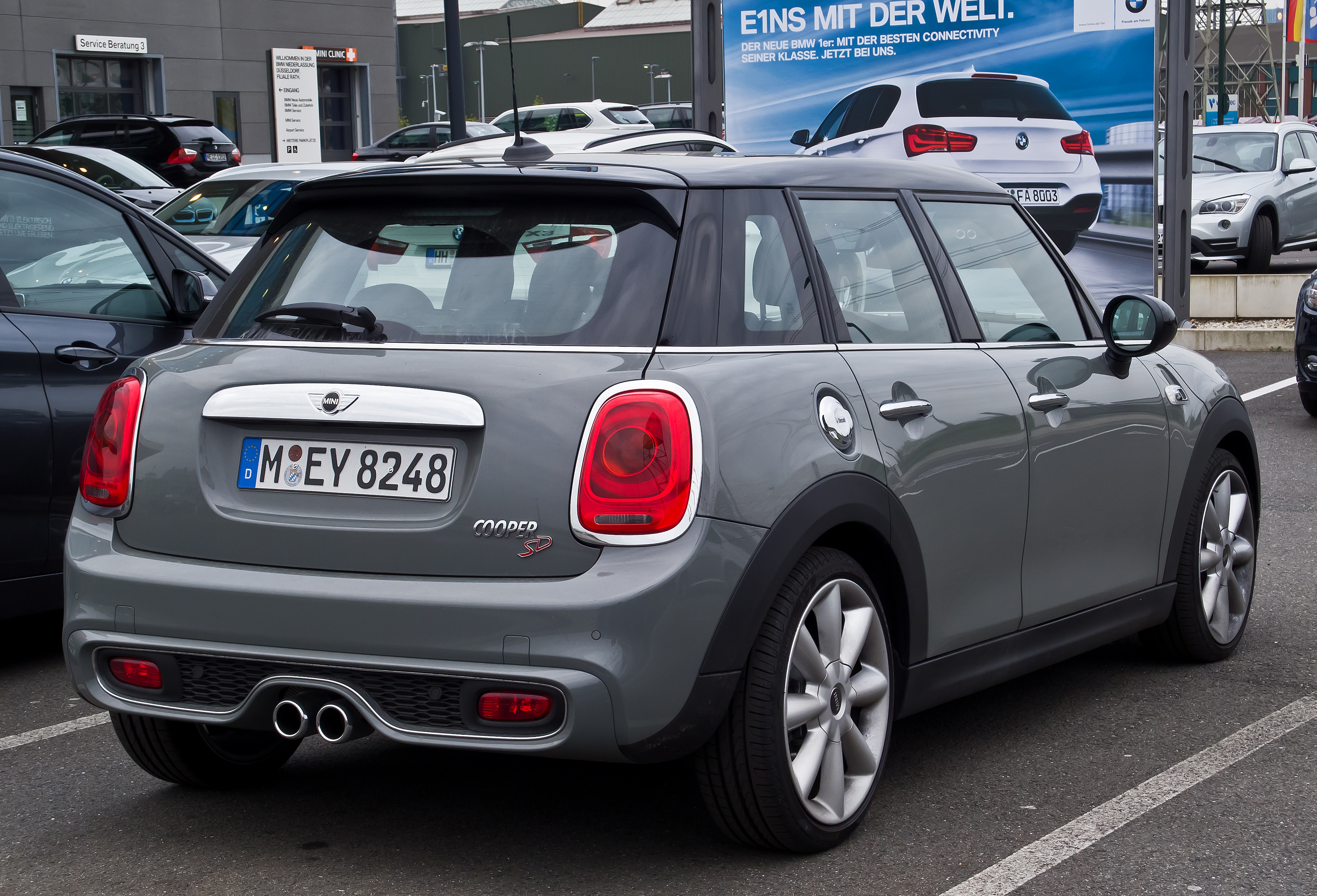
Mini 5 portes (arrière)
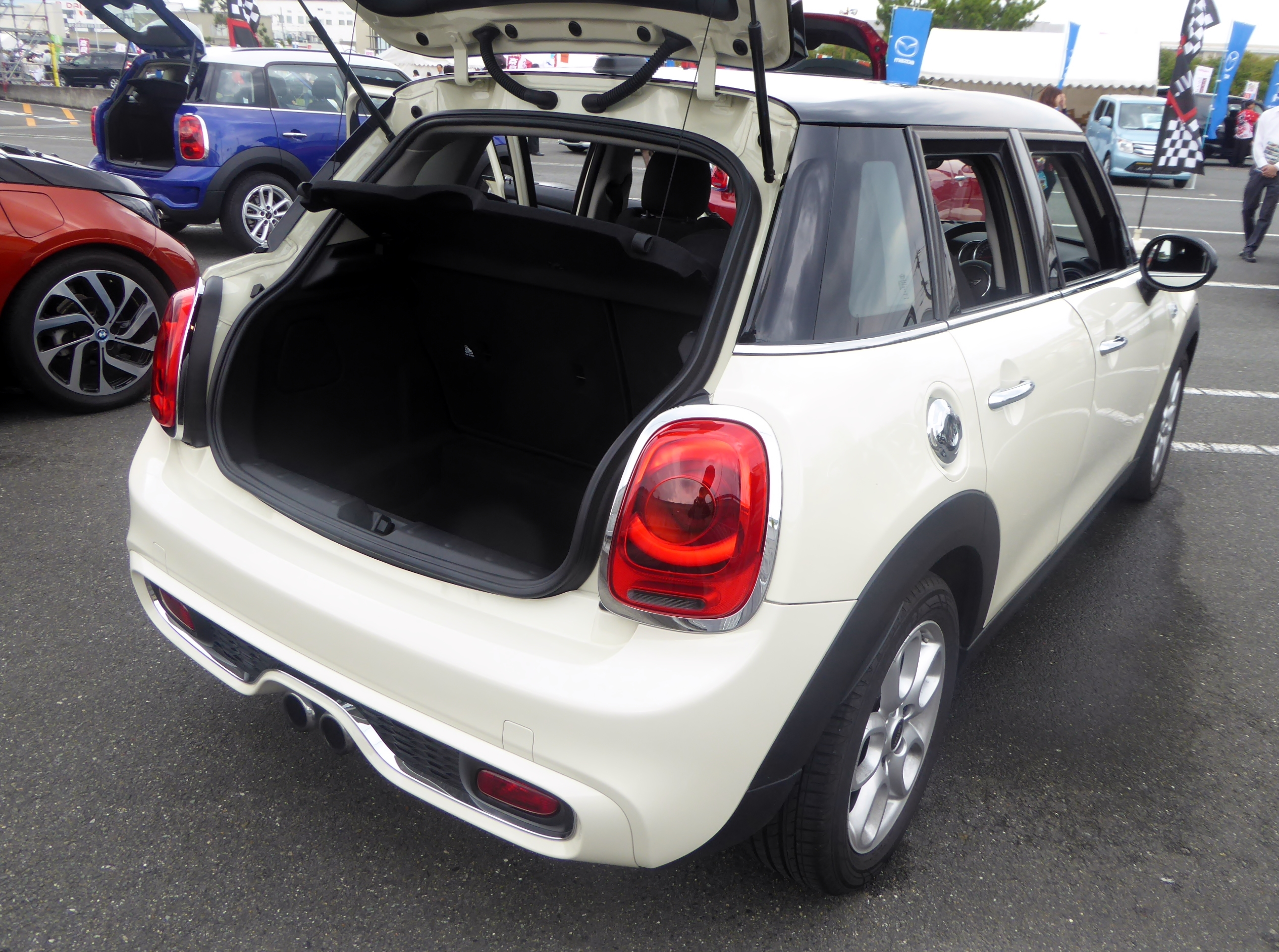
Mini 5 portes (coffre)
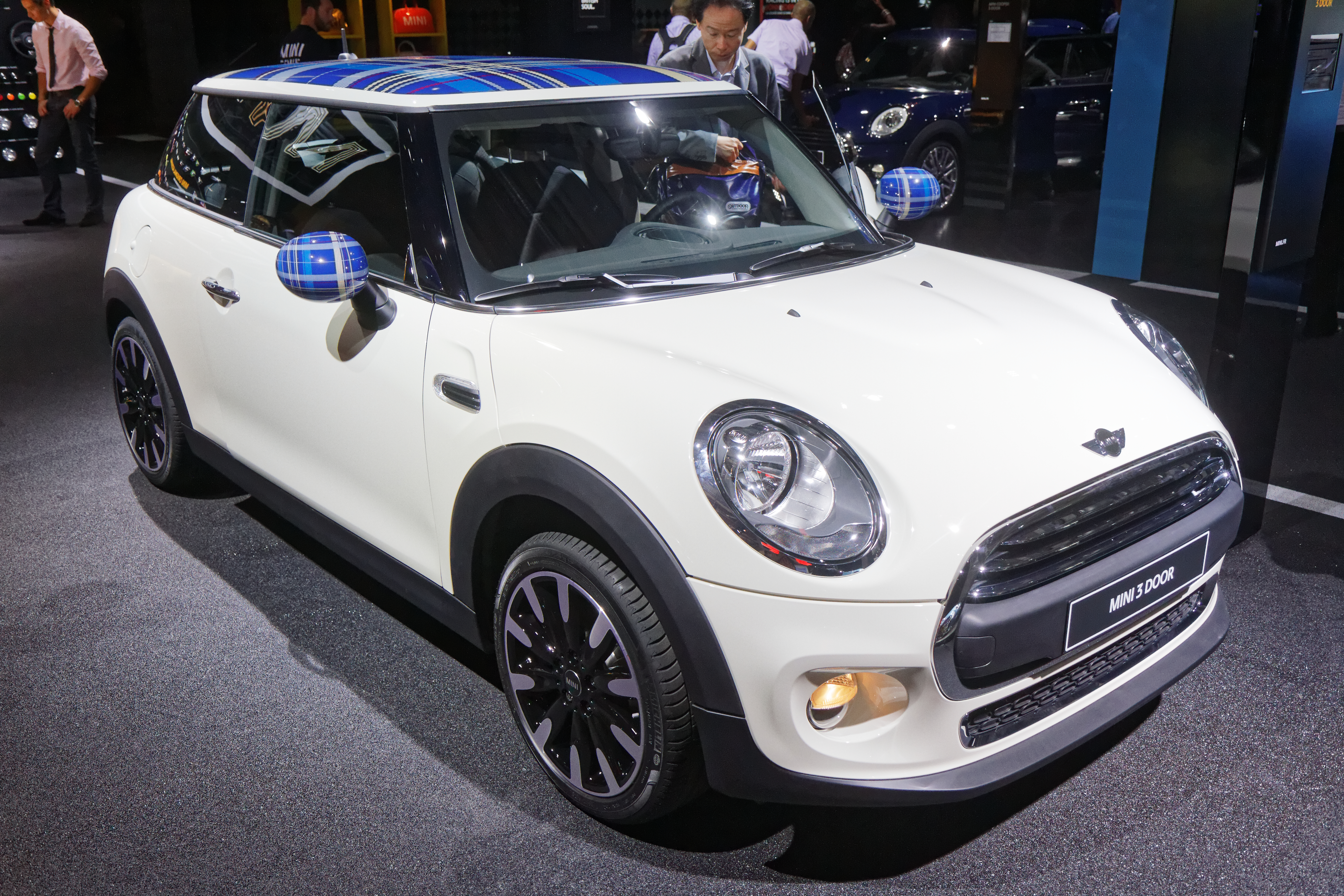
Mini 3 portes (avant)
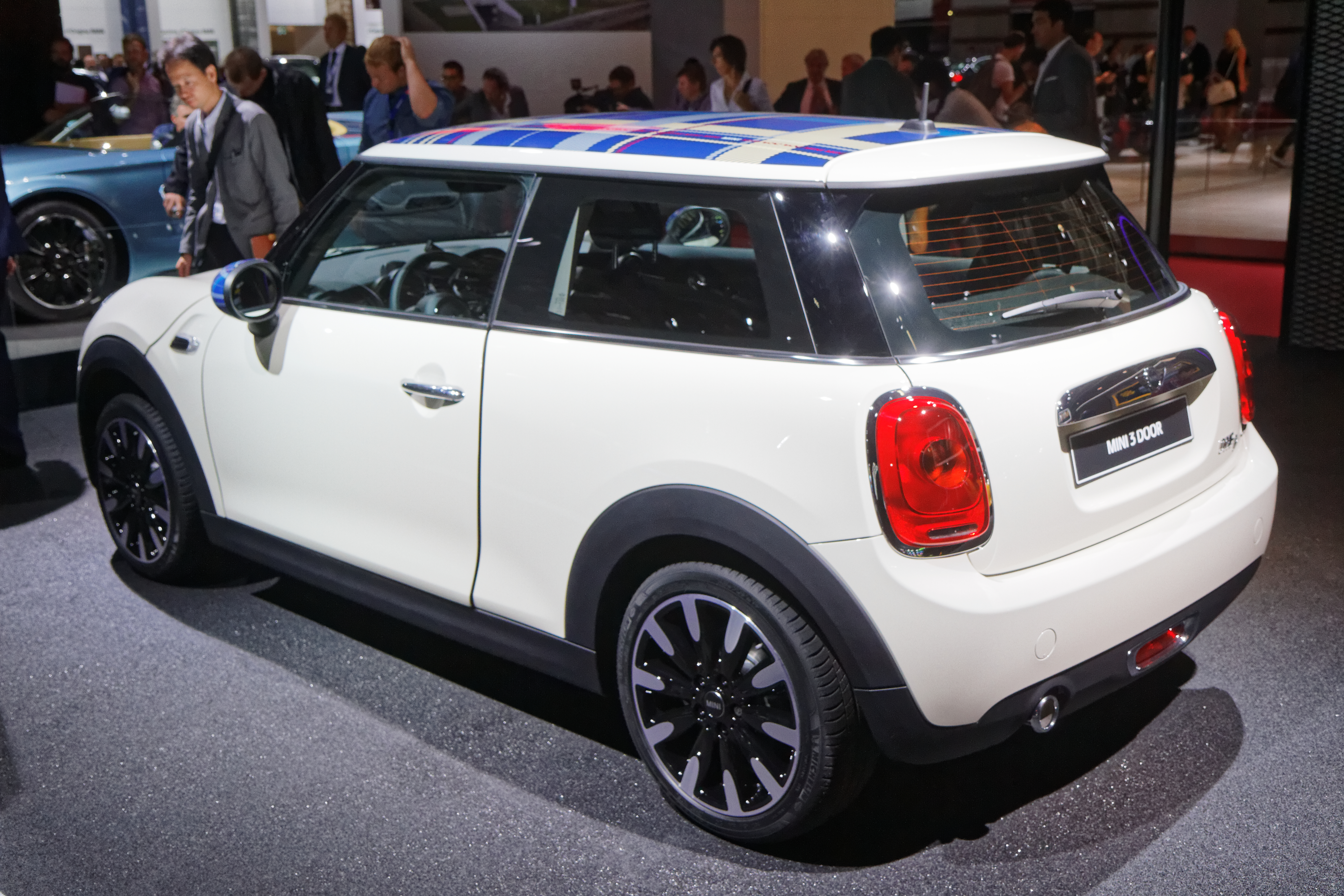
Mini 3 portes (arrière)
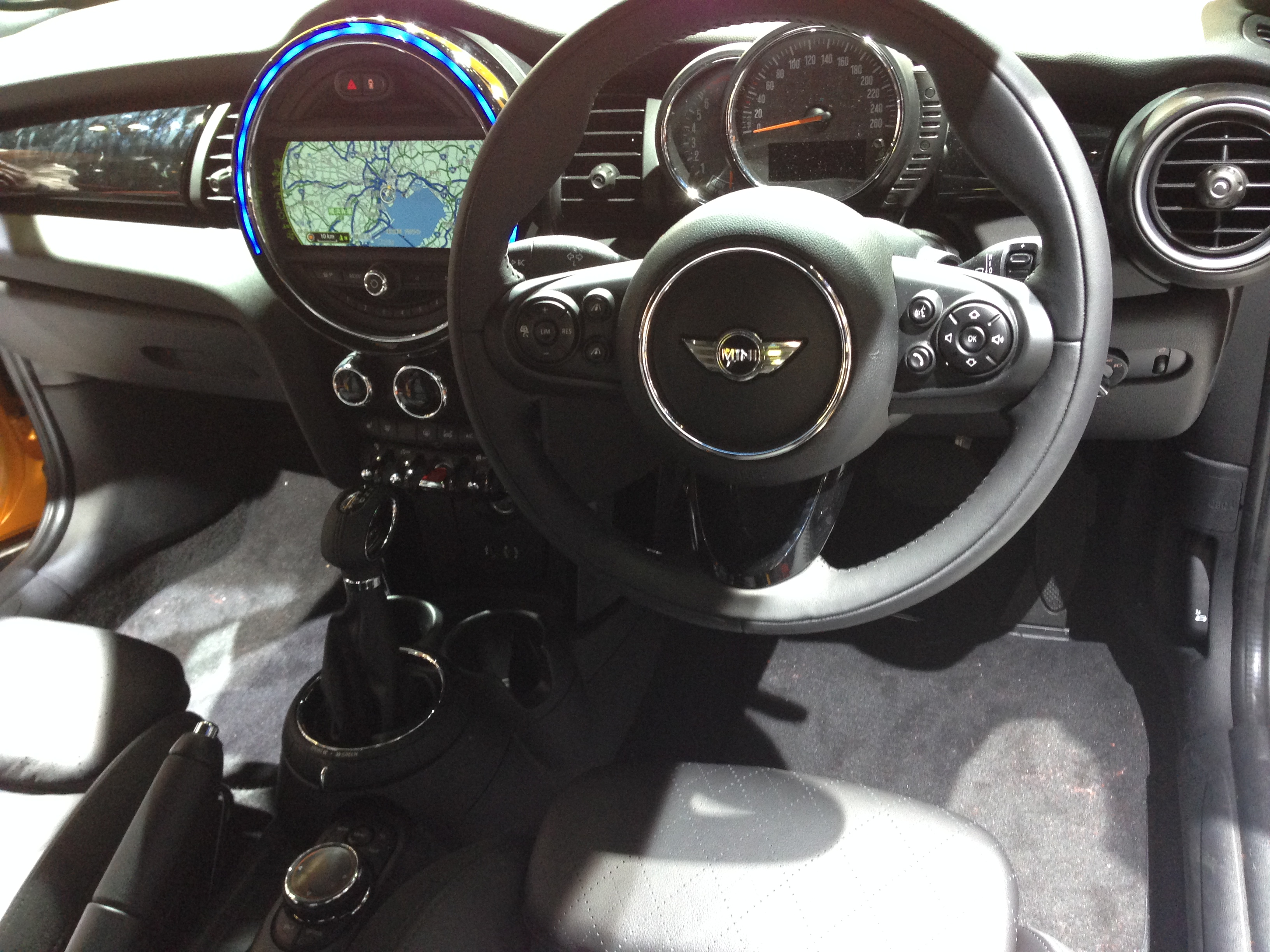
Intérieur Mini 3 portes
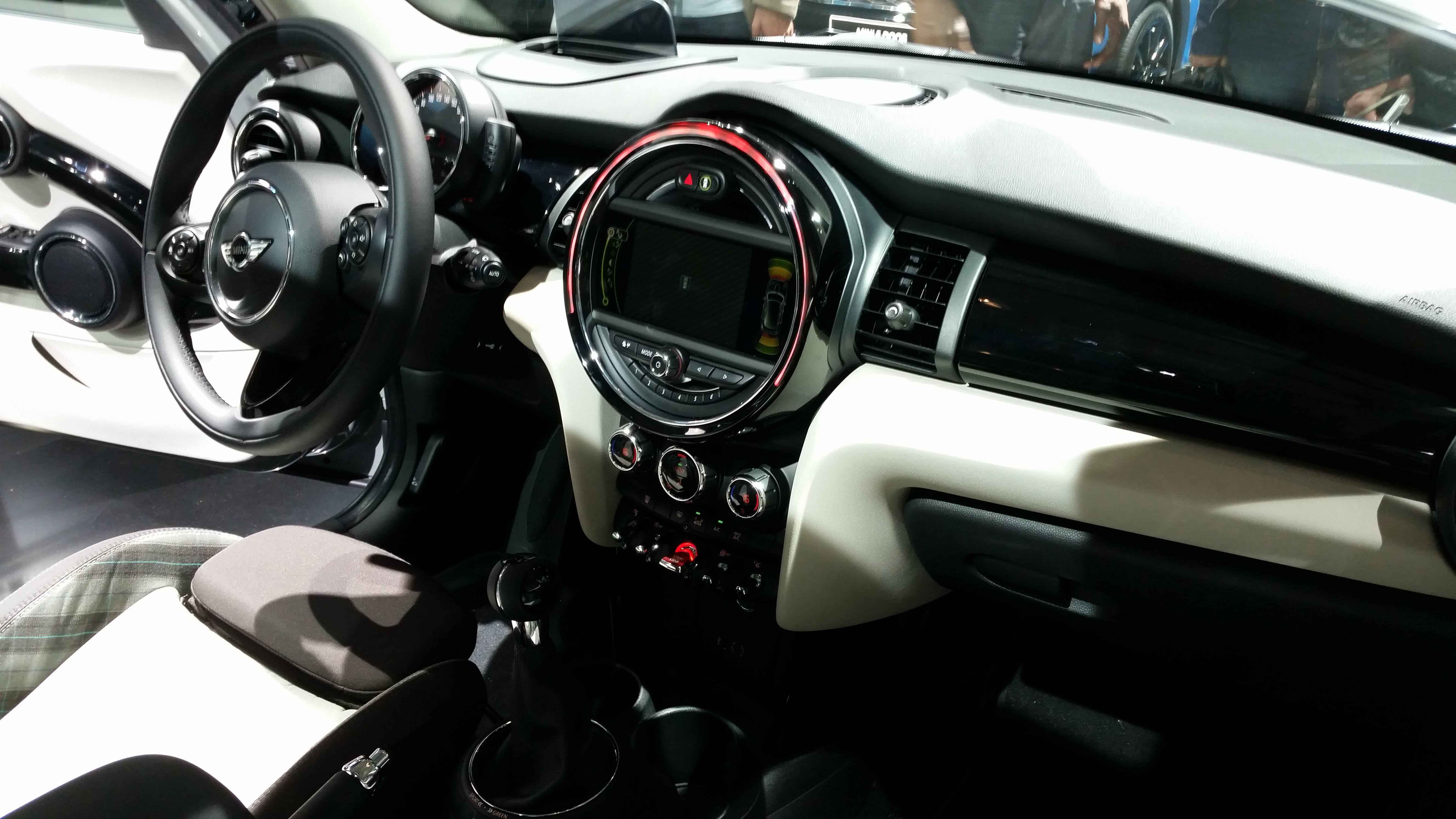
Intérieur Mini 5 portes

### Mini Electric Concept
Mini présente au salon de Francfort 2017 un concept car électrique qui préfigure la future Mini électrique pour 2019. Sa puissance affiche 170 ch pour une autonomie de 300 km et une vitesse de 150 km/h. La signature lumineuse des phares se forme en "E" et les feux arrière le symbole du drapeau de l'Angleterre.

### Mini Vision Urbanaut (2020)
La Mini Vision Urbanaut est un concept car de monospace électrique présenté en novembre 2020.

### Mini Aceman Concept (2022)
Le concept car de crossover électrique Mini Concept Aceman est présenté en juillet 2022.

## Critique
La conception des clignotants arrière a été durement critiquée pour être confondue avec des flèches dans l'autre sens de rotation, ce qui peut entraîner des accidents,.